# 1Q72
1Q72 (według starego systemu oznaczeń 1QDanb) – rękopis biblijnej Księgi Daniela spisany na welinie w formie zwoju, datowany na lata 50-68 n.e. lub też wcześniejsze. Rękopis ten zawiera cztery fragmenty zawierające tekst Daniela 3:22-30. Został znaleziony w Kumran w grocie 1.
Rękopis 1Q72 potwierdza brak deuteronicznych „Modlitwy Azariasza” oraz „Pieśni trzech młodzieńców” w hebrajsko-aramejskich manuskryptach księgi Daniela.
Rękopis został opublikowany i opisany w 1955 roku przez D. Barthélemyego w publikacji Discoveries in the Judaean Desert I, str. 151. Rękopis 1Q72 jest przechowywany w Muzeum Rockefellera w Jerozolimie (1Q72).